# Championnat de Belgique de football de deuxième division 1930-1931
Navigation
saison précédente saison suivante
Le Championnat de Belgique de football D2 1930-1931 est la dix-septième édition du championnat de Division 1 (D2) belge.
Cette compétition « 1930-1931 » est la dernière du 2e niveau national belge sous forme d'une poule unique avant 21 ans. En effet, la Fédération belge a décidé de dédoubler ce niveau à partir de la saison suivante.
De plus, dans le même temps, le niveau directement inférieur ( Promotion (D3)) voit son nombre de séries passer de 3 à 4. Pour cette raison, aucun club n'est relégué hors de « D2 » à la fin de cette saison. Cette mesure permet au R. FC Liégeois, premier champion national de l'histoire, d'éviter la descente au 3e niveau de la hiérarchie.
Relégué de Division d'Honneur à la fin de la saison précédente, le R. RC de Gand remonte directement en remportant assez aisément le titre. Le « matricule 11 » n'est réellement menacé que par le seul FC Turnhout. Celui-ci décroche la 2e place et devient le huitième club anversois à rejoindre l'élite belge (le 35e club différent).

## Clubs participants
Quatorze clubs prennent part à cette édition, soit le même nombre que lors de la saison précédente.
| #  | Nom                                       | Mat. | Ville      | Stades                        | En D2 depuis    | Total en D2 | S. précédente         |
| -- | ----------------------------------------- | ---- | ---------- | ----------------------------- | --------------- | ----------- | --------------------- |
| 1  | Royal Racing Club de Bruxelles            | 6    | Uccle      | Vivier d'Oie                  | 1930-1931 (1re) | 2 saisons   | Div. d'Honneur 13e    |
| 2  | Royal Racing Club de Gand                 | 11   | Gand       | Emmanuel Hielstadion          | 1930-1931 (1re) | 4 saisons   | Div. d'Honneur 14e    |
| 3  | Association Royale Athlétique La Gantoise | 7    | Gentbrugge | Jules Ottendstadion           | 1929-1930 (2e)  | 6 saisons   | 4e                    |
| 4  | Royal Tilleur Football Club               | 21   | Ougrée     | stade du Pont d'Ougrée        | 1929-1930 (2e)  | 15 saisons  | 7e                    |
| 5  | Cercle Sportif La Forestoise              | 51   | Forest     | stade communal                | 1927-1928 (4e)  | 8 saisons   | 3e                    |
| 6  | Royal Football Club Liégeois              | 4    | Rocourt    | stade Vélodrome               | 1924-1925 (7e)  | 14 saisons  | 5e                    |
| 7  | Royal Uccle Sport                         | 15   | Uccle      | chaussée de Neerstalle        | 1923-1924 (8e)  | 13 saisons  | 9e                    |
| 8  | Lyra Turn en Sportvereniging              | 52   | Lierre     | Lyrastadion, Mechelsesteenweg | 1913-1914 (13e) | 13 saisons  | 8e                    |
| 9  | Football Club Turnhout                    | 148  | Turnhout   | ??                            | 1925-1926 (6e)  | 6 saisons   | 6e                    |
| 10 | Sportkring Roulers                        | 134  | Roulers    | Schierveld                    | 1929-1930 (2e)  | 2 saisons   | 11e                   |
| 11 | Charleroi Sporting Club                   | 22   | Charleroi  | rue du Spinoy                 | 1929-1930 (2e)  | 3 saisons   | 10e                   |
| 12 | Club Sportif de Schaerbeek                | 55   | Schaerbeek | Parc Josaphat                 | 1930-1931 (1re) | 3 saisons   | 1re Promotion Série A |
| 13 | Belgica Football Club Edegem              | 375  | Edegem     | ??                            | 1930-1931 (1re) | 1 saison    | 1re Promotion Série B |
| 14 | Royal Excelsior Football Club Hasselt     | 37   | Hasselt    | ??                            | 1930-1931 (1re) | 8 saisons   | 1re Promotion Série C |

| \| Bruxelles · Racing CB · Uccle Sport · CS La Forestoise · CS Schaerbeek Turnhout Belgica FC Lyra La Gantoise RC Gand Bruxelles Exc. FC Hasselt FC Liégeois Tilleur FC Sp. Charleroi SK Roulers \| Localisation des clubs engagés en Division 1 1930-1931 |
| Bruxelles · Racing CB · Uccle Sport · CS La Forestoise · CS Schaerbeek Turnhout Belgica FC Lyra La Gantoise RC Gand Bruxelles Exc. FC Hasselt FC Liégeois Tilleur FC Sp. Charleroi SK Roulers                                                              |

### Localisation des clubs bruxellois
Les 4 cercles bruxellois sont :
(8) CS La Forestoise
(9) Uccle Sport
(10) R. Racing CB
(12) CS Schaerbeek

## Classement
- Le nom des clubs est celui employé à l'époque

Légende
- Champion & Promu en Division d'Honneur
- 2e montant en Division d'Honneur

Abréviations
 : Relégué de Division d'Honneur 1929-1930

 : Promus de Promotion 1929-1930
| Rang | Équipe               | Pts | J  | G  | N | P  | Bp | Bc | Diff |
| ---- | -------------------- | --- | -- | -- | - | -- | -- | -- | ---- |
| 1    | R. RC de GAND        | 42  | 26 | 19 | 4 | 3  | 76 | 35 | +41  |
| 2    | FC Turnhout          | 36  | 26 | 16 | 4 | 6  | 73 | 47 | +26  |
| 3    | R. Racing CB         | 32  | 26 | 14 | 4 | 8  | 59 | 45 | +14  |
| 4    | ARA La Gantoise      | 31  | 26 | 15 | 1 | 10 | 76 | 60 | +16  |
| 5    | TSV Lyra             | 30  | 26 | 13 | 4 | 9  | 64 | 51 | +13  |
| 6    | CS La Forestoise     | 28  | 26 | 11 | 6 | 9  | 58 | 46 | +12  |
| 7    | Belgica FC Edegem    | 27  | 26 | 12 | 3 | 11 | 60 | 53 | +7   |
| 8    | CS Schaerbeek        | 27  | 26 | 12 | 3 | 11 | 65 | 65 | 0    |
| 9    | R. Charleroi SC      | 26  | 26 | 12 | 2 | 12 | 48 | 58 | -10  |
| 10   | R. Uccle Sport       | 20  | 26 | 7  | 6 | 13 | 64 | 72 | -8   |
| 11   | SK Roulers           | 19  | 26 | 7  | 5 | 14 | 40 | 67 | -27  |
| 12   | Excelsior FC Hasselt | 18  | 26 | 9  | 0 | 17 | 44 | 72 | -28  |
| 13   | R. Tilleur FC        | 17  | 26 | 6  | 5 | 15 | 50 | 72 | -22  |
| 14   | R. FC Liégeois       | 11  | 26 | 5  | 1 | 20 | 47 | 81 | -34  |

## Récapitulatif de la saison
- Champion : R. RC de Gand (2e titre en D2)
- Troisième titre de « D2 » pour la Province de Flandre orientale.

- Deuxième promu : FC Turnhout.

| Région flamande (7)             | Région flamande (7) | Province de Brabant (4)      | Province de Brabant (4) | Région wallonne (3)    | Région wallonne (3) |
| ------------------------------- | ------------------- | ---------------------------- | ----------------------- | ---------------------- | ------------------- |
| Province d'Anvers               | 3                   | Région de Bruxelles-Capitale | 3                       | Province de Hainaut    | 1                   |
| Province de Flandre-Occidentale | 1                   | Province du Brabant flamand  | 1                       | Province de Liège      | 2                   |
| Province de Flandre-Orientale   | 2                   | Province du Brabant wallon   | 0                       | Province de Luxembourg | 0                   |
| Province de Limbourg            | 1                   |                              |                         | Province de Namur      | 0                   |

1. ↑  Au niveau footballistique, la province de Brabant est toujours unitaire malgré sa partition territoriale en 1995.

## Montée / Relégation
Le R. RC de Gand et le FC Turnhout montent en Division d'Honneur.
En raison du dédoublement de la série pour la saison suivante, il n'y a aucun relégué vers l'étage inférieur. Par contre, 14 clubs sont promus depuis la Promotion (D3). 
- Les trois champions, à savoir le SK Hoboken, l'AS Ostendaise et le RC Tirlemont, ainsi que onze autres clubs sont promus vers la Division 1 (D2). Il s'agit des équipes classées de la 2e à la 4e place de chacune des trois séries ainsi que les deux meilleurs 5e classés.
  - Dans l'ordre alphabétique cela donne:
    - Boom FC
    - Borgerhoutsche SK
    - R. FC Bressoux
    - Knokke FC
    - R. Stade Louvaniste
    - Club Renaisien
    - R. FC Sérésien
    - St-Niklaassche SK
    - Turnhoutse SK HIH
    - R. CS Verviétois
    - White Star Woluwé AC.

## Début en D2
Un club joue pour la première fois au 2e niveau national du football belge. Il est le 55e club différent à y apparaître.
- Belgica FC Edegem - 10e club anversois différent en D2 ;